# 문소연
문소연(1994년 ~)은 대한민국의 가수다. 2016년 싱글 《New Authors Op.1 No.1》으로 데뷔했다.

## 방송
- 슈퍼스타K 2016 (2016) - Top26

## 음반
- New Authors Op.1 No.1 (2016)
- New Authors Op.1 No.2 (2016)
- Sadness (2018)
- Addicted (2019)

### 문캔들
- I DON’T NEED YOUR LOVE (2019)

## 피처링
- SHINDRUM <Remind> (2019)